# Fritz Kahl (Politiker)
Fritz Kahl (* 4. Oktober 1859 in Bramfeld (jetzt Hamburg); † 3. Juli 1942 in Dortmund) war ein deutscher Gewerkschafter und sozialdemokratischer Politiker. Von 1919 bis 1932 war er Mitglied des Preußischen Landtags.

## Leben und Leistungen
Fritz Kahl wurde am 4. Oktober 1859 in Bramfeld als Sohn eines Strohdeckers geboren. Während seiner Maurerlehre von 1875 bis 1878 begann er sich politisch zu engagieren und unterstützte 1877 den Wahlkampf von Wilhelm Hasenclever in Altona. Nach der Lehre ging er auf Wanderschaft und leistete seinen Militärdienst ab. Seit 1885 gehörte er dem Fachverein der Maurer an, einer gewerkschaftsähnlichen Organisation. Ab 1887 arbeitete er in Duisburg als Maurer und gründete dort unmittelbar eine Filiale des Fachvereins. Im selben Jahr trat er auch in die Sozialistische Arbeiterpartei Deutschlands (SAPD) ein, der Vorgängerpartei der Sozialdemokratischen Partei Deutschlands (SPD).
Für die Reichstagswahl 1890 kandidierte er um ein Abgeordnetenmandat im Wahlkreis Duisburg-Mülheim-Ruhrort, unterlag jedoch dem nationalliberalen Kandidaten Friedrich Hammacher. Bei den Wahlen 1893 und 1898 trat er erneut erfolglos an, konnte aber die Stimmenanzahl für die SPD mehr als verdoppeln. Ebenfalls 1898 wurde er Expedient bei dem Essen-Duisburger SPD-Organ Weckruf. Am 15. November 1900 wurde er zu einer Geldstrafe von 30 Mark verurteilt, nachdem er versucht hatte, holländische Arbeiter davon zu überzeugen, sich nicht als Streikbrecher einsetzen zu lassen. Zwischenzeitlich war er zum Maurerpolier aufgestiegen. Er wurde zum Bezirksleiter des Zentralverbands der Maurer in Westfalen gewählt und zog an dessen Sitz nach Dortmund. Dort beteiligte er sich 1906 an der Gründung des sozialdemokratischen Vereins für die Reichstagswahlen Dortmund-Hörde.
Er war mehrmals Vorsitzender im Gewerkschaftskartell und Geschäftsführer der Gewerkschaftshaus GmbH. Von 1911 bis 1919 war er Stadtverordneter in Dortmund. Bei der Spaltung der SPD blieb er in der MSPD, nach der Novemberrevolution gehörte er dem Arbeiter- und Soldatenrat von Dortmund als Vorsitzender im Verkehrsausschuss und Mitglied im Ernährungsausschuss an. Dieser arbeitete eng mit der bestehenden Verwaltung zusammen und Fritz Kahl wurde von 1919 bis 1928 unbesoldeter Stadtrat im Magistrat der Stadt Dortmund. Er wurde Mitglied der verfassungsgebenden Preußischen Landesversammlung und war von 1921 bis 1932 über drei Legislaturperioden Abgeordneter des Preußischen Landtags. Daneben engagierte er sich weiter kommunalpolitisch im Wohnungswesen. Fritz Kahl starb am 3. Juli 1942 im Alter von 83 Jahren in Dortmund.
Die Stadt Dortmund hat im Stadtteil Brünninghausen eine Straße nach Fritz Kahl benannt.